# Großhelfendorf
Großhelfendorf ist ein Ortsteil von Aying im oberbayerischen Landkreis München.

## Geographie
800 Meter von Großhelfendorf entfernt liegt das Pfarrdorf Kleinhelfendorf. Zur Gemarkung zählen weiter Göggenhofen, Graß, Heimatshofen, Kaltenbrunn und Kleinkarolinenfeld. Alle Orte gehörten zur ehemaligen Gemeinde Helfendorf, ebenso der Ort Kleinhelfendorf.
Großhelfendorf liegt auf Endmoränenhügeln der letzten Eiszeit im Voralpenland auf Rodungsinseln des Hofoldinger Forsts.

## Geschichte
In West-Ost-Richtung quert die ehemalige Römerstraße Via Julia, deren Verlauf noch zu erkennen ist. Bodenfunde belegen eine römische Besiedelung, die  Isinisca genannt wurde. Die Trasse wird teilweise als Radweg genutzt.
Bereits für 885 ist ein karolingischer Königshof in Großhelfendorf nachgewiesen. 
Im Jahr 1818 wurde die Gemeinde Helfendorf gegründet, die bis 1875 den Namen Großhelfendorf trug. Am 1. Mai 1978 schlossen sich Helfendorf (Großhelfendorf, Kleinhelfendorf und 13 weitere Ortsteile) und Peiß (mit den Ortsteilen Aying und Dürrnhaar) im Zuge der Gemeindegebietsreform zur neuen Einheitsgemeinde Aying zusammen. Aying bekam das Helfendorfer Wappen, das seit 1971 geführt wird.

## Infrastruktur
Großhelfendorf liegt an der Staatsstraße 2078 von München nach Bad Aibling und ist Haltepunkt an der Münchner S-Bahn-Linie S 5. Die Fritzmeier Gruppe hat ihren Hauptsitz unweit des Haltepunkts.

## Sehenswert
In die Liste der Baudenkmäler in Großhelfendorf sind drei Objekte eingetragen.